# تاريخ الولايات المتحدة (1964-1980)
يتضمن تاريخ الولايات المتحدة من عام 1964 حتى عام 1980 انتصار حركة الحقوق المدنية ووصولها للقمّة، وتفاقم ونهاية حرب فيتنام، والدراما المتمثلة في تمرّد هذا الجيل عبر التحرر الجنسي وتعاطي المخدرات، واستمرار الحرب الباردة، مع سباق الفضاء لوضع رجل على سطح القمر. ازدهر الاقتصاد وتوسّع حتى فترة الكساد 1969-1970، ثمّ تعثّر في ظلّ منافسة أجنبيّة جديدة وظهور أزمة النفط عام 1973. انقسم المجتمع الأمريكي بسبب الحرب التي لم تُظهر جدواها والاحتجاجات المناهضة للحرب والرافضة للتجنيد الإلزامي، فضلًا عن فضيحة ووترغيت التي صدمت الرأي العام، التي كشفت عن الفساد وسوء الإدارة الفاضح على أعلى المستويات الحكوميّة. بحلول عام 1980، ازدادت حالة الضيق على المستوى الوطني بعد الاستيلاء على السفارة الأمريكية في إيران، وما تبعها من محاولة إنقاذ فاشلة من قبل القوات المسلحة الأمريكية.
انتهت هذه الفترة بانتصار الجمهوري المحافظ رونالد ريغان، وبدأ معها «عصر ريغان» مع تغيير جذريّ في التوجهات الوطنيّة للبلاد. انقسم الحزب الديمقراطي إزاء حرب فيتنام وغيرها من قضايا السياسة الخارجيّة، مع دخول قوي لعنصر جديد على الساحة كيانه الناخبين الشباب. انضم العديد من «الصقور» الديمقراطيين الليبراليين إلى حركة المحافظين الجدد وبدأوا في دعم الجمهورييّن -ولا سيما ريغان- استنادًا إلى توجهاتهم في السياسة الخارجية. وفي الوقت ذاته، اجتمع الجمهوريون عمومًا على القوميّة الأمريكيّة القويّة والمتشددة، والمعارضة الشديدة للشيوعيّة، والدعم الكبير لإسرائيل.
شكّلت ذكريات الستينيات وأوائل السبعينيات المشهد السياسي لنصف القرن المقبل. حسب ما أوضح حاكم ولاية أركنساس بيل كلينتون في عام 1990: «إذا نظرت إلى الستينيات ورأيت الخير منتشرًا أكثر من الشر، فأنت على الأرجح ديمقراطيّ. أمّا إذا رأيت الضرر يتفوق على المنفعة، فغالبًا أنت جمهوريّ.»

## ذروة الليبراليّة
بلغت الليبرالية في الولايات المتحدة ذروتها في منتصف الستينيات من القرن الماضي مع نجاح الرئيس ليندون جونسون (1963-1969) في الحصول على موافقة الكونغرس على برامج «المجتمع العظيم» التي وضعها جونسون، بما في ذلك الحقوق المدنيّة، وإزالة التفرقة، والرعاية الطبية المجانية لكبار السن، وزيادة الرفاهيّة، ومساعدة الحكومة الفيدراليّة في المجال التعليمي على جميع المستويات، ودعم الفنون والعلوم الإنسانيّة، والنشاط البيئي، وسلسلة من البرامج المصمّمة لإنهاء الفقر. وتبعًا لما ذُكر في كتاب التاريخ الأمريكي لعام 2005:
تدريجيًا، شكّل المثقفون الليبراليون رؤية جديدة لتحقيق العدالة الاقتصادية والاجتماعية. لم تُظهر الليبرالية في أوائل الستينيات أيّ ميل للتطرف، مع وجود نزعة ضئيلة لإحياء الحملات ضد القوة الاقتصادية المركّزة في عهد الصفقة الجديدة، مع الابتعاد عن إعادة توزيع الثروة أو إعادة هيكلة المؤسسات القائمة. اعتُبرت الشيوعيّة العدّو الأول على الصعيد الدولي. توجّهت الليبراليّة إلى الدفاع عن العالم الحر، وتشجيع النمو الاقتصادي الداخلي، وضمان توزيع الفائض بشكل عادل. تصوّرت أجندتهم -التي تأثرت كثيرًا بالنظرية الاقتصادية الكينزية- أنّ تضخّم الإنفاق عام سيساهم في تسريع النمو الاقتصادي، وبالتالي توفير الموارد العامة لتمويل برامج أكبر للرعاية والإسكان والصحة والتعليم. كان جونسون متأكدًا من نجاح هذه العملية.
كُوفئ جونسون بتفوّق ساحق في انتخابات الرئاسة عام 1964 ضدّ منافسه المحافظ باري غولدووتر، وهذا ما أنهى سيطرة التحالف المحافظ من الجمهوريين والديمقراطيين الجنوبيين على الكونغرس والتي استمرت لعقود. ومع ذلك، عاد الجمهوريون مرة أخرى في عام 1966، وفاز الجمهوري ريتشارد نيكسون بالانتخابات الرئاسيّة في عام 1968. واصل نيكسون إلى حدّ كبير برامج الصفقة الجديدة والمجتمع العظيم التي ورثها؛ وبالتالي ظهور رد فعل محافظ أكثر راديكالية بالتزامن مع انتخاب رونالد ريغان مُستقبلًا في عام 1980.

## عقد «الستينيّات» الثقافي
يشير المصطلح إلى مجموعة الاتجاهات الثقافيّة والسياسيّة المتشابكة في جميع أنحاء العالم في تلك الحقبة. بدأ هذا «العقد الثقافي» مع اغتيال كينيدي حوالي عام 1963 وانتهى مع فضيحة ووترغيت حوالي عام 1974.

## التحول السياسي
سادت حالة من انعدام الثقة المتزايد في قدرة الحكومة على اتّخاذ القرار الصحيح بالنيابة عن الشعب. بينما اعتُبر انعدام الثقة في كبار المسؤولين سمةً أمريكية على مدار قرنين من الزمان، أجبرت فضيحة ووترغيت في الفترة من 1973-1974 الرئيس ريتشارد نيكسون على تقديم استقالته، وامتثل أمام محكمة برلمانية، بالإضافة إلى عقد محاكم جنائيّة ضد العديد من كبار مساعديه. بحثت وسائل الإعلام بشكل دؤوب عن الفضائح التي أثّرت بعمق على كلا الحزبين الرئيسيين على المستوى الوطني والولاياتي والمحلي. في الوقت ذاته، انتشرت حالة من انعدام الثقة المتزايد بما يتعلق بالمؤسسات ذات النفوذ الواسع مثل الشركات الكبرى ونقابات العمّال. هُوجم الرأي العام المؤيد لأهميّة التكنولوجيا في حلّ المشكلات الوطنيّة في فترة ما بعد الحرب، وخاصّة الطاقة النوويّة، إذ تعرّضت لهجوم شديد من اليسار الجديد.
دعم المحافظون بشكل متزايد الحجة القائلة بأن ارتفاع معدلات الجريمة على المستوى الولاياتي والمستوى المحليّ يشير إلى اختلال في السياسة الليبراليّة في المدن الأمريكية.
في هذه الأثناء، واجهت الليبرالية عدّة قضايا خلافية، إذ تحدّى اليسار الجديد الليبراليين في قضايا مثل حرب فيتنام، بالإضافة إلى بناء دوائر انتخابية في الجامعات وفي أوساط الناخبين الشباب. نشأت «حرب ثقافية» ثلاثية الأطراف بين المحافظين والليبراليين واليسار الجديد، إذ شملت هذه الحرب الثقافية قضايا مثل الحرية الفردية والطلاق والجنس وحتّى مواضيع مثل طول الشعر والذوق الموسيقي.
برز عامل جديد غير متوقّع تمثّل بظهور اليمين الديني كقوّة سياسيّة مُتماسكة قدّمت دعمًا قويًا للمحافظين.
اعتُبر تشريع الحقوق المدنية في الستينيّات من القرن الماضي انتصارًا كبيرًا لليبرالية، إذ كسبوا تأييد السود وبالتالي خلقوا جمهورًا من الناخبين السود في الجنوب. ومع ذلك، عُزل العديد من البيض في الطبقة العاملة، وهذا ما فتح الباب أمام الجنوبييّن البيض المحافظين للانتقال إلى الحزب الجمهوري.
في السياسة الخارجية، عُدّت الحرب في فيتنام قضية خلافية كبيرة في السبعينيات. طرح نيكسون سياسة الوفاق والتسوية خلال فترة الحرب الباردة، لكنّها واجهت تحديًا قويًا من قبل ريغان والحركة المحافظة. رأى ريغان في الاتحاد السوفيتي عدوًّا عنيدًا يجب هزيمته، بدلًا من التوصّل لتسوية معه. برز عنصر جديد في إيران، مع الإطاحة بالحكومة الموالية لأمريكا هناك، وظهور التيارات المعادية التابعة لآية الله. استولى الطّلاب الراديكاليون على السفارة الأمريكية، واحتجزوا الدبلوماسيين الأمريكيين كرهائن لأكثر من عام، وهذا ما أكّد على ضعف السياسة الخارجية لجيمي كارتر.
دخل المشهد الاقتصادي في حالة من الركود، إذ أدّى ارتفاع معدّلات التضخّم إلى تقليص نمط الادخار لملايين الأميركيين، في حين بقي معدل البطالة مرتفعًا مع معدّل نمو منخفض. أدّى النقص في البنزين ومضخات البنزين المحليّة أزمة طاقة حقيقيّة على المستوى المحليّ.
ظهر رونالد ريغان في 1964-1968 بمثابة القائد خلال فترة من التحوّل الدراماتيكي في السياسات الأمريكية في الجانب المحافظ، التي أضعفت العديد من السياسات الداخليّة والخارجيّة التي سيطرت على الأجندة الوطنيّة لعقود.

## إدارة نيكسون
رغم اعتباره محافظًا بصفة عامة، إلا أن الرئيس ريتشارد نيكسون قد تبنى العديد من المواقف الليبرالية، خاصة فيما يتعلق بالرعاية الصحية والإنفاق على الرعاية الاجتماعية وحماية البيئة ودعم الفنون والعلوم الإنسانية. حافظ على الضرائب المرتفعة وعلى الأنظمة الاقتصادية القوية لعصر الصفقة الجديدة وتدخل في الاقتصاد بقوة. في أغسطس 1971، أخرج الأمة من المعيار الذهبي لنظام بريتون وودز وفرض (لفترة) ضوابط على الأسعار والأجور (صدمة نيكسون). خلال سنته الأخيرة في المنصب، اقترح نيكسون أيضًا نظامًا وطنيًا للرعاية الصحية.
أعاد نيكسون توجيه السياسة الخارجية للولايات المتحدة بعيدًا عن الاحتواء ونحو الانفراج مع كل من الاتحاد السوفيتي والصين، وجعلهما ينقلبان على بعضهما البعض. لا تزال سياسة الانفراج مع الصين هي السياسة الأساسية في القرن الحادي والعشرين، في حين نبذ الاتحاد السوفيتي الانفراج واستغل التساهل الأمريكي لتوسيع عملياته في أمريكا اللاتينية وأفريقيا. تسامحت كل من الصين والاتحاد السوفيتي مع السياسة الأمريكية في فيتنام، تاركة حليفها السابق، فيتنام الشمالية، محاصرًا. روج نيكسون لسياسة «الفتنمة»، التي سيُدعم بمقتضاها جيش فيتنام الجنوبية إلى حد كبير حتى تتمكن القوات الأمريكية من الانسحاب. غادرت القوات المقاتلة بحلول عام 1971 وتمكن نيكسون من إعلان معاهدة سلام (اتفاقيات باريس للسلام) في يناير 1973. في عام 1972، أُقرت وعوده رسميًا للقيادة في سايغون بأنه سيتدخل في حال نفذت فيتنام الشمالية هجومًا، لكنها أصبحت بلا قيمة عندما استقال في أغسطس 1974.
في مايو 1970، تصاعدت المساعي المناهضة للحرب إلى أعمال عنف، إذ أطلقت قوات الحرس الوطني النار على الطلاب المتظاهرين في ولاية كينت. أُغلق نظام التعليم العالي في البلاد بأكمله تقريبًا، وخاصة جامعات النخبة.
في عام 1972، أعلن نيكسون إنهاء الخدمة العسكرية الإلزامية التي كانت سارية منذ الحرب الكورية، وتلقى آخر مواطن أمريكي مطلوب للالتحاق إشعارًا بالتجنيد في يونيو 1973. ضمن الرئيس أيضًا الموافقة على التعديل السادس والعشرين، وخفض الحد الأدنى لسن التصويت من 21 إلى 18.
استغلت إدارة نيكسون المظاهرات الطلابية لحشد أغلبية محافظة  تكونت من سكان الضواحي من الطبقة الوسطى ومن بيض الطبقة العاملة الذين ينتقدون الراديكاليين المتشددين. لعب الاقتصاد أيضًا دورًا في هذا الحشد. نتيجة لحرب فيتنام وفشل ليندون جونسون في رفع الضرائب لدفع ثمنها، ارتفع التضخم وانخفض الدخل الحقيقي. انتقد العديد من ذوي البشرة البيضاء في الطبقة الوسطى الدنيا البرامج الفيدرالية التي تستهدف السود والفقراء، إذ أشار أحد المراقبين إلى أن أجورهم لم تكن عادةً إلا «أعلى بدرجة من - أو ما يقابل - مدفوعات الرعاية الاجتماعية في الولايات الليبرالية»، ومع ذلك «استُبعدوا من الخدمات الاجتماعية التي تستهدف المعوزين». ركزت العديد من المقالات المنشورة في ذلك الوقت على مشاعر الاستياء التي كانت سائدة بين العديد من الأمريكيين.
على الرغم من أن الأمريكيين متوسطي الدخل قد استفادوا من مبادرات برنامج المجتمع العظيم التي كانت لصالح الأمريكيين ذوي الدخل المنخفض أيضًا، مثل ميديكير والمعونة الفيدرالية للتعليم، ورغم حقيقة ما تشير إليه الإحصاءات بأن السود والفقراء (غالبًا ما يجري التعامل معهما على أنهما واحد) قد عاشوا حياة أكثر إيلامًا مقارنة بذوي البشرة البيضاء من الطبقة الوسطى الدنيا، فقد كان هناك شعور واسع الانتشار بأن سكان الأحياء الفقيرة وأحياء الأقليات أصبحوا الآن في موضع القيادة. وجد استطلاع أجرته دورية نيوزويك في عام 1969، أن عددًا كبيرًا من الأمريكيين متوسطي الدخل يعتقدون أن السود لديهم فرصة أفضل بالحصول على تعليم مناسب ومنزل لائق ووظيفة جيدة. في نفس الاستطلاع، اعتقد 85% من المشاركين أن المسلحين السود قد أُطلق سراحهم بسهولة واعتقد 84% أن المتظاهرين في الحرم الجامعي قد عوملوا بتساهل كبير وقال 79% أن معظم الأشخاص الذين يتلقون الرعاية الاجتماعية يمكنهم أن يعيلوا أنفسهم. أرجع المحللون تلك الآراء إلى انعدام الأمن الاقتصادي لأولئك الذين يُطلق عليهم اسم «الأمريكيين المتوسطين»، أولئك الذين يكسبون ما بين 5,000 دولار و15,000 دولار في السنة، ومنهم العديد من الاثنيات البيضاء، الذين كانوا يشكلون 55% من السكان الأمريكيين. كان معظم هؤلاء الأمريكيين المتوسطين من العمال ذوي الياقات الزرقاء والموظفين ذوي الياقات البيضاء ومعلمي المدارس وبيروقراطيو الطبقة الدنيا. على الرغم من أنهم ليسوا فقراء وفقًا لويليام إتش. تشايف إلا أنهم عانوا من توترات اليسر الحدي، كالمديونية والتضخم والخوف من خسارة ما عملوا بجد لتحقيقه. من عام 1956 إلى عام 1966، زاد الدخل بنسبة 86%، في حين ارتفعت تكلفة الاقتراض أكثر من ذلك، إلى 113%. وقعت العديد من العائلات تحت ضغط شديد للإبقاء على صفة «الطبقة الوسطى»، خاصة في الوقت الذي وضع فيه ارتفاع التضخم حدًا للزيادات في الدخل الحقيقي. يكافح العديد من الأمريكيين من أجل تدبير أمورهم المعيشية، ويرون أن نفقات مكافحة الفقر ومطالب السود تمثل تهديدًا لرفاهيتهم.
شكلت العمالة غير المنتظمة مشكلة أيضًا، بوجود نسبة بلغت 20% عام 1969 من العمال العاطلين عن العمل لفترة من الوقت، وارتفعت هذه النسبة إلى 23% في عام 1970. في نهاية ستينيات القرن العشرين، افتقر الكثيرون لأي مدخرات أو ادخروا القليل، إذ لم يكن لدى خمس السكان عام 1969 أي سيولة، وامتلك نحو نصف السكان أقل من 500 دولار.
بنهاية عام 1967، حسبما ذكر ويليام إتش. تشايف،
«الهجمات الحادة على قيم «المؤسسة» من اليسار قوبلت بدفاع صاخب عن القيم التقليدية من قِبل أولئك الذين كانوا فخورين بكل ما حققه مجتمعهم. إذا هاجم السود والنسويون والمتظاهرون المناهضون للحرب والمدافعون عن الفقراء الوضع الراهن بقوة لا هوادة فيها، فسيحتشد الملايين من الأمريكيين الآخرين حول مجتمعهم وسيوضحون عزمهم على التمسك بأسلوب الحياة والقيم التي كرسوا حياتهم من أجلها. أشار منظمَا استطلاعات الرأي ريتشارد سكامون وبن واتربيرغ إلى أن المتظاهرين لا زالوا يمثلون أقلية صغيرة فقط في البلاد. كانت الغالبية العظمى من الأمريكيين «غير شابة وغير فقيرة وغير سوداء؛ كانت في منتصف العمر ومن الطبقة الوسطى ومتوسطة التفكير». كان تصورٌ لا يمكن للمعارضين أن يطمئنوا به كثيرًا».
حصل نيكسون على نسب عالية من التأييد، وأُعيد انتخابه في عام 1972، بهزيمته لليبرالي المناهض للحرب جورج ماكغفرن بأغلبية ساحقة في جميع الولايات باستثناء ولاية ماساتشوستس. في الوقت نفسه، اجتذب نيكسون قدرًا كبيرًا من العداء العام بشأن الحرب في فيتنام. استمر الجانب الأخلاقي للصراع بكونه مشكلة، وأدت حوادثٌ مثل مجزرة ماي لاي إلى تقويض الدعم للحرب وزيادة جهود الفتنمة.[بحاجة لمصدر]
كانت فضيحة ووترغيت المتفاقمة كارثة كبرى لنيكسون، إذ أضعفت دعمه السياسي لدى الرأي العام وفي واشنطن. ومع ذلك، تمكن من تأمين تمويل واسع النطاق لفيتنام الجنوبية، والذي أُهدر منه الكثير. سحبت الولايات المتحدة قواتها من فيتنام قبل اتفاقية باريس للسلام في عام 1973. إلا أن فضيحة ووترغيت حققت مكاسب كبيرة للديمقراطيين في انتخابات التجديد النصفي لعام 1974 وعندما عُقد الكونغرس الرابع والتسعون في يناير التالي، صوت على الفور بإنهاء جميع المساعدات لفيتنام الجنوبية بالإضافة إلى تمرير مشروع قانون يحظر أي تدخل عسكري أمريكي آخر في جنوب شرق آسيا. عارض الرئيس فورد ذلك، ولكن، بما أن الكونغرس كان يتمتع بأغلبية تفوق شرعية حق النقض، فقد اضطر إلى القبول. سرعان ما انهارت فيتنام الجنوبية عندما احتلها الشمال بالقوة، وسقطت مدينة سايغون على يد الجيش الشعبي الفيتنامي في 30 أبريل 1975. في وقت لاحق، تمكن نحو مليون فيتنامي من الفرار إلى الولايات المتحدة كلاجئين. كان الأثر على الولايات المتحدة خافتًا، مع القليل من الاتهامات السياسية المتبادلة، لكنه خلق ما يُعرف «بمتلازمة فيتنام» التي حذرت من المزيد من التدخلات العسكرية في أي مكان آخر. تخلى نيكسون (وخليفتيه فورد وكارتر) عن سياسة الاحتواء ولم يكونوا على استعداد للتدخل في أي مكان.